# プレッシャー (パラモアの曲)
プレッシャー（英：Pressure）は、アメリカ合衆国のバンド・パラモアのデビューシングル（2005年7月31日発売、イギリスでは2006年4月22日）。パラモアのファーストアルバムであるオール・ウィ・ノウ・イズ・フォーリング収録曲。ビルボードホット100入りは逃したものの、ビルボードのデジタルソングス部門で62位を獲得した。

## ミュージックビデオ
ミュージックビデオ（以下、MVとする）はシェーン・ドレイクを監督とし、2005年に公開された。 
MVの撮影場所となったのは廃倉庫。MVは上司の機嫌をとろうと苦しむファストフード店勤務の青年と、モデルである青年の恋人の物語を組み合わせた構成となっている。
MVに登場する女性（青年の恋人）はモデルを職業としており、着たい服や、食べたい食べ物などは制限されている。MV全体を通して圧力計が描写される場面があり、物語が進むにつれその数値は上がっていく。
青年は上司と口論したのち退職し、恋人の下へ向かう。仕事中の恋人を窓越しに連れ出そうとするも、恋人の女性は撮影に向けての準備中であった。女性を外に出すために、青年は火災報知機を鳴らしスプリンクラーを作動させる。パラモアの演奏する廃倉庫にもスプリンクラーが作動し、このタイミングで最後のサビに入っていく。MVの最後には青年と女性が逃げていく描写が為されている。

## 収録曲
- プレッシャー（Pressure）- 3:05

## チャート
| チャート（2007年）           | 最高位 |
| ---------------------------- | ------ |
| US Digital Songs (Billboard) | 62     |

## メディア展開

### カバー
- ニュー・ファウンド・グローリーによるライブバージョン[2]。

### ゲーム
- シムズ2のラジオでこの曲を聴くことができる[3]。シムズの世界観に合わせるために言語をシムズ語に変換して録音し直している。
- ロックバンド3では、2011年12月27日よりダウンロードコンテンツとなっている[4] 。

### その他
- パラモアのアルバム・ライオット!ではボーナストラックとして再レコーディング版が収録されている[5]。